# Over Hornbæk
Over Hornbæk er en bydel tilhørende Randers. Over Hornbæk var indtil 2006 en satellitby til Randers med 1906 indbyggere, men fra 2007 har byen været betragtet som en del af Randers by . Fra Randers Centrum er der fem kilometer mod vest til Over Hornbæk.
Kvarteret ligger ved Nordjyske Motorvej.
Kvarteret ligger i Region Midtjylland og hører under Randers Kommune. Over Hornbæk er beliggende i Hornbæk Sogn.